# Kreuzberg (Berlin)

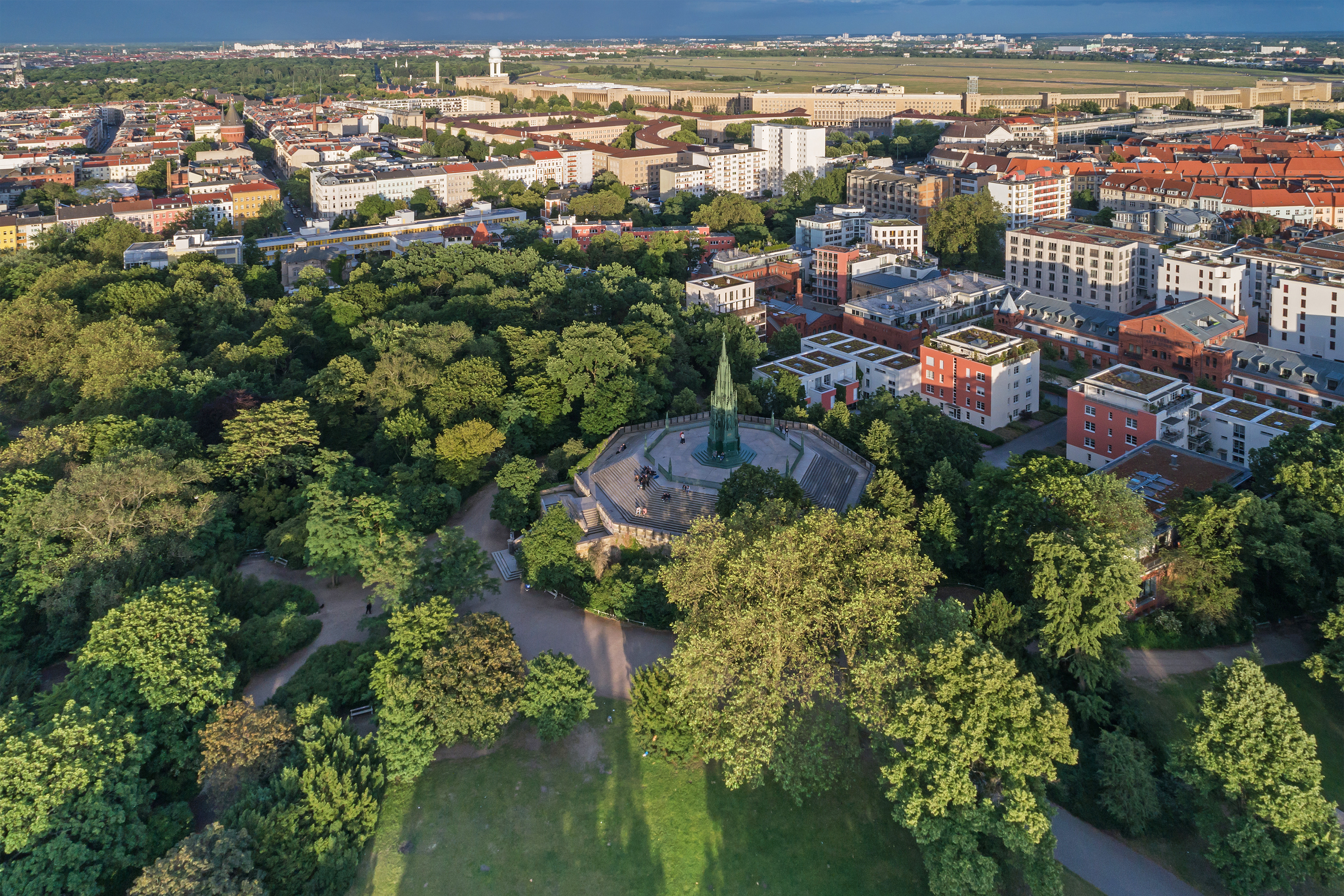
Kreuzberg mit Viktoriapark, Luftaufnahme

Der Kreuzberg ist ein Hügel im nach ihm benannten Berliner Ortsteil Kreuzberg des Bezirks Friedrichshain-Kreuzberg. Mit 66 m ü. NHN ist er die höchste natürliche Erhebung in der Berliner Innenstadt.

## Geologie

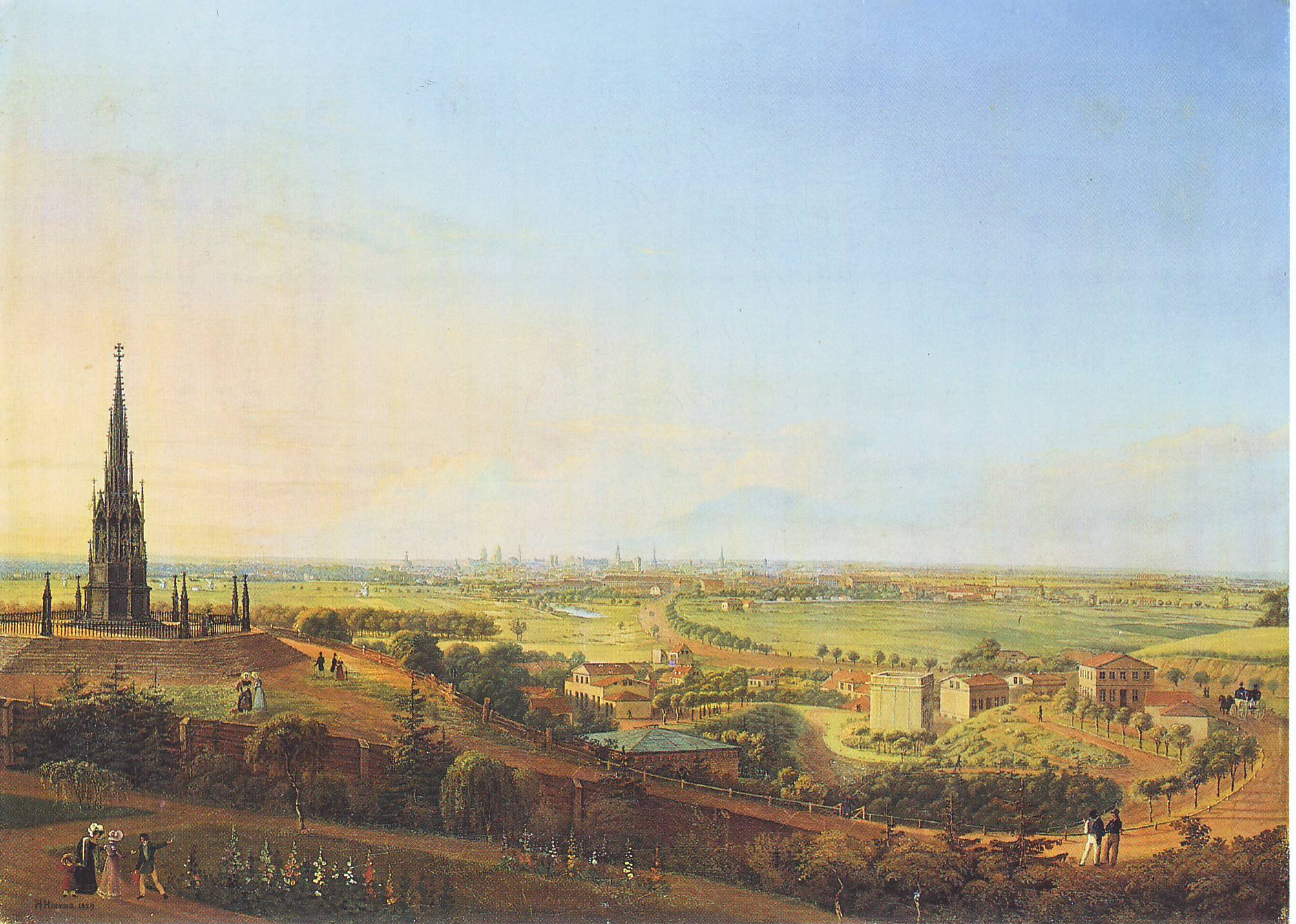
Blick vom Kreuzberg, Gemälde von Johann Heinrich Hintze, 1829

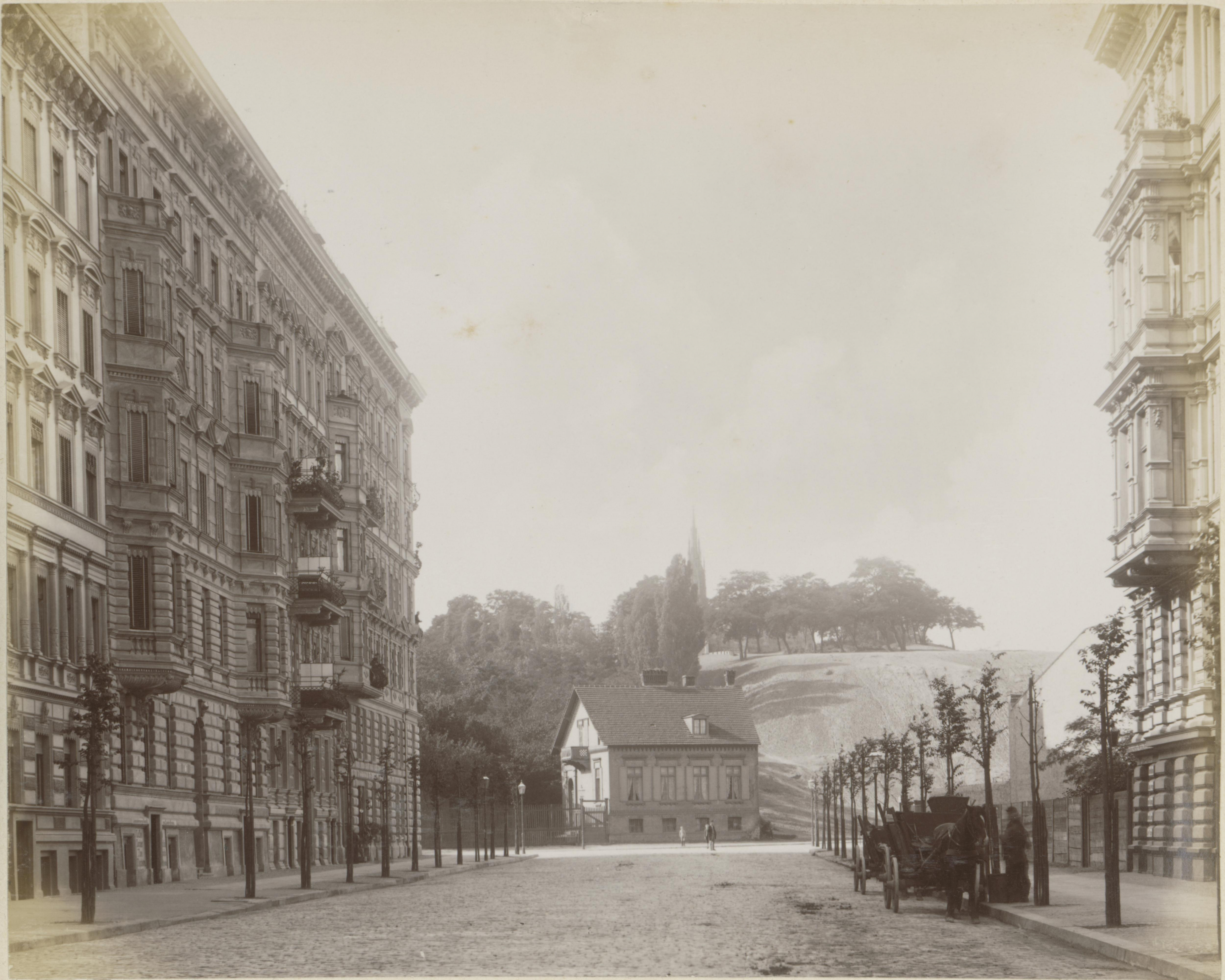
Blick auf den Kreuzberg aus der Großbeerenstraße, 1887

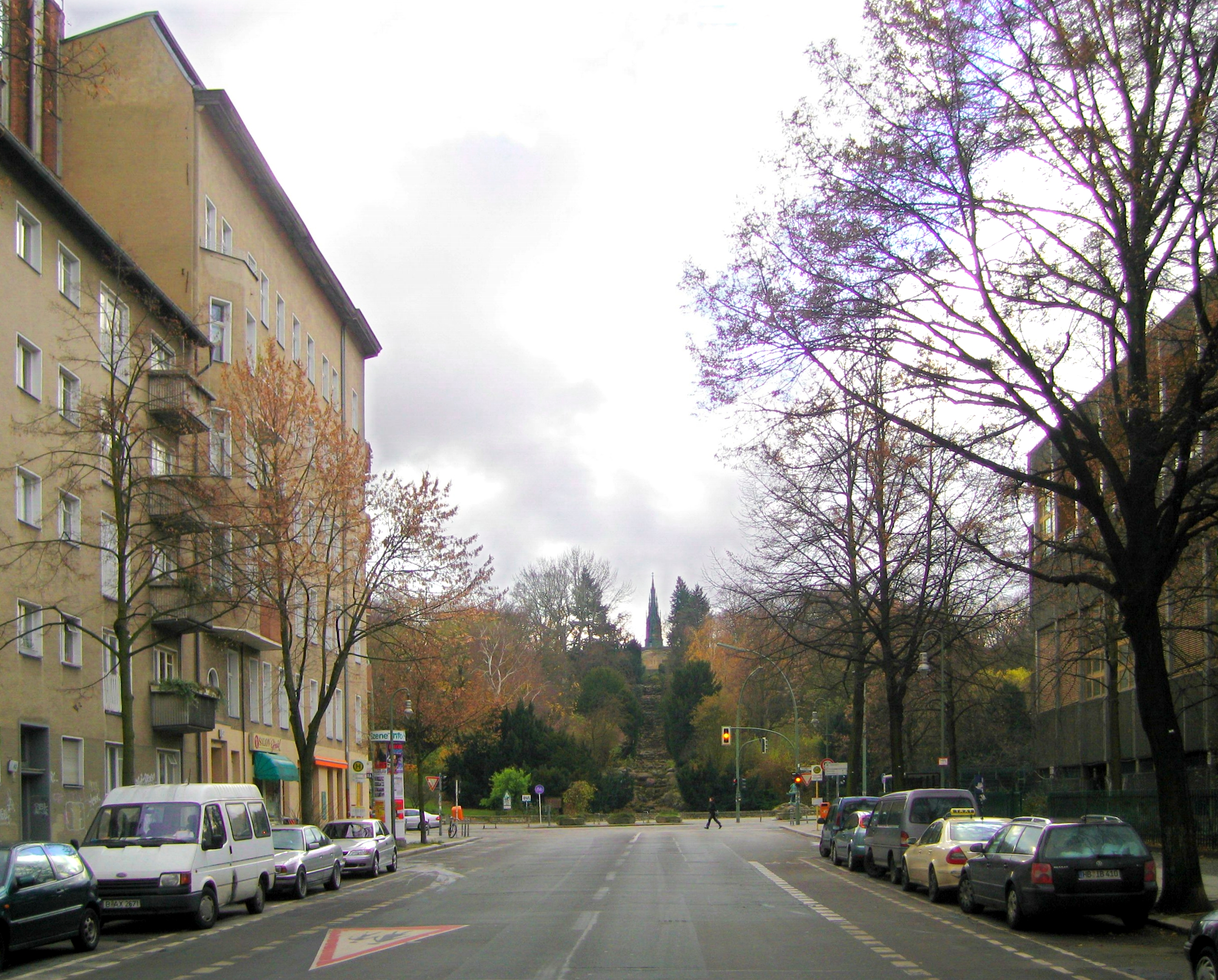
Blick auf den Kreuzberg mit trockenliegendem Wasserfall aus der Großbeerenstraße, 2007

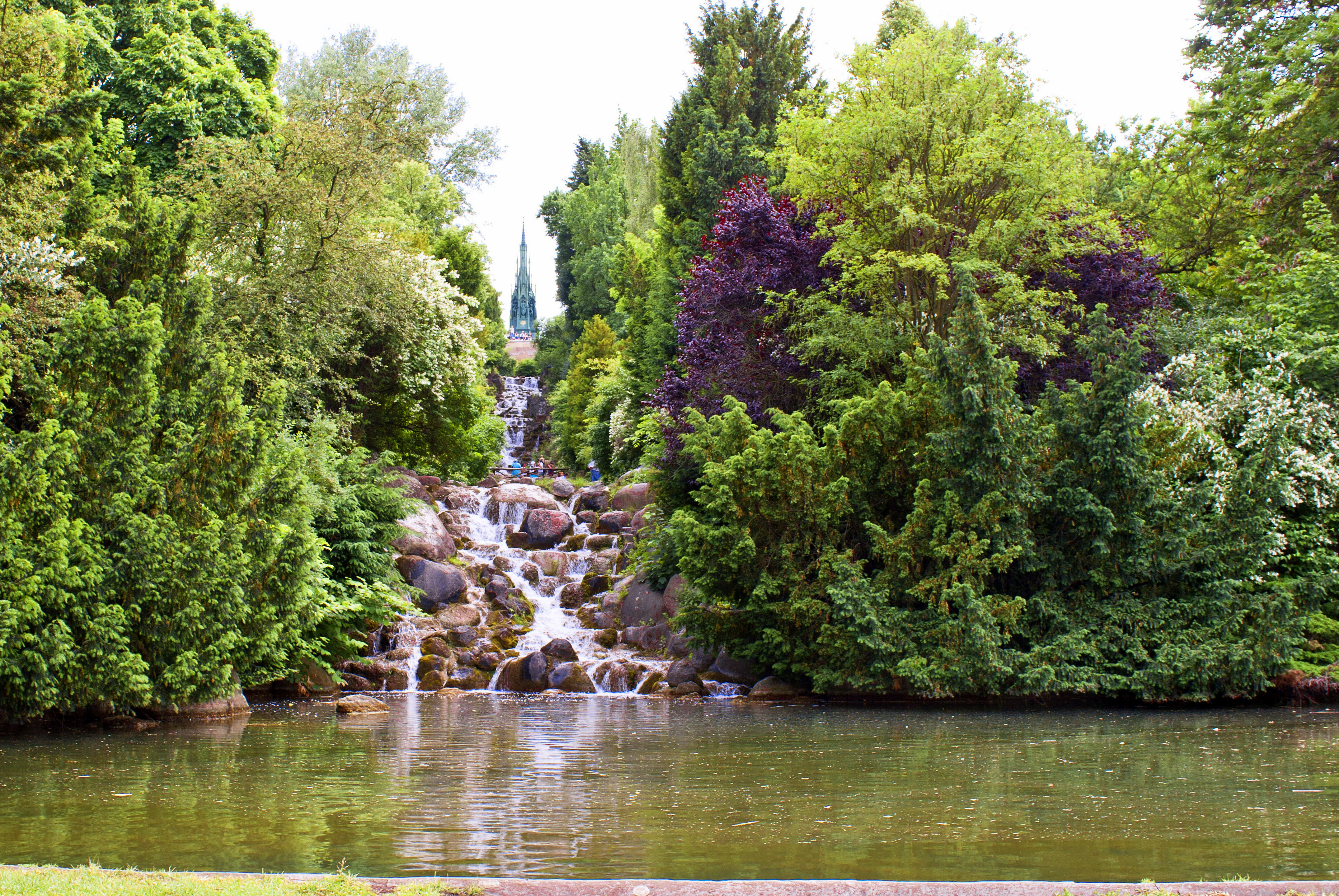
Künstlicher Wasserfall in Betrieb

Geologisch bildet der Kreuzberg die Südgrenze des Berliner Urstromtals gegen die Berlin-Brandenburger Hochfläche Teltow, zu der er gehört. Der Teltow ist eine flachwellige Grundmoränenlandschaft. Der Kreuzberg ist daher keine Endmoräne. Seine relativ steile Nordabdachung geht auf die Erosion des Schmelzwassers im Berliner Urstromtal zurück, als sich dieses in der letzten Eiszeit vor rund 18.000 Jahren bildete.

## Geschichte
Der Kreuzberg wurde im Jahr 1290 erstmals urkundlich erwähnt. Zu seinen historischen Namen zählen Sandberg, Runder Weinberg und Tempelhofer Berg.
Der Hofastronom Johann Carion veranlasste den Kurfürsten Joachim I. im Juli 1525, sich mit seinem Hofstaat vor einer weiteren prophezeiten, jedoch erneut nicht eingetretenen Sintflut auf den Berg zu retten. Der Schriftsteller Werner Bergengruen erwähnt dieses Ereignis in seinem 1940 erschienenen historischen Roman Am Himmel wie auf Erden.
Seit dem 15. Jahrhundert wurde an den Hängen des Berges Wein angebaut, eine Tradition, die der strenge Winter von 1740 im gesamten Berliner Raum für mehr als 200 Jahre beendete; seit 1968 wird der Kreuz-Neroberger angebaut.

### Nationaldenkmal

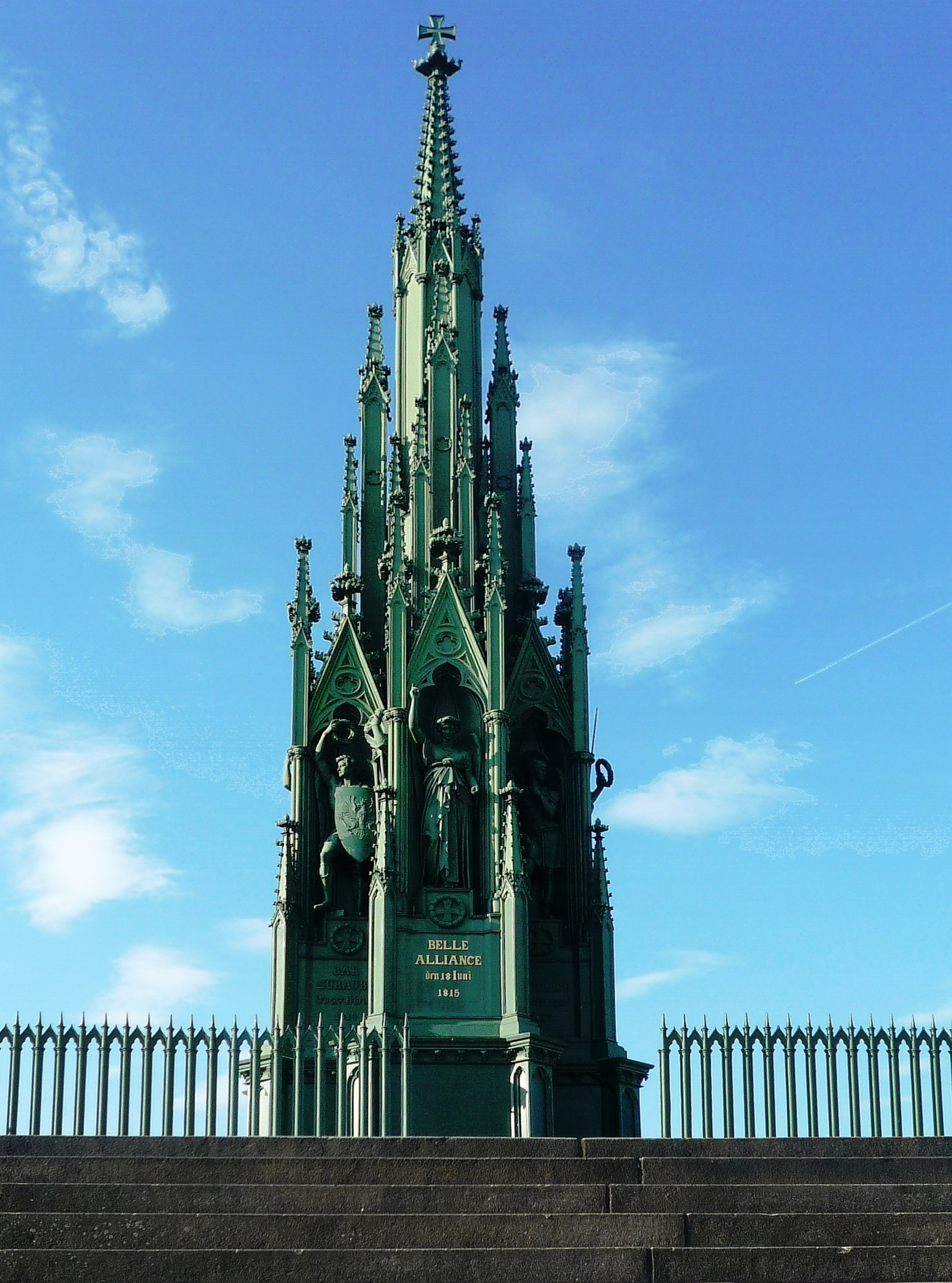
Das Nationaldenkmal

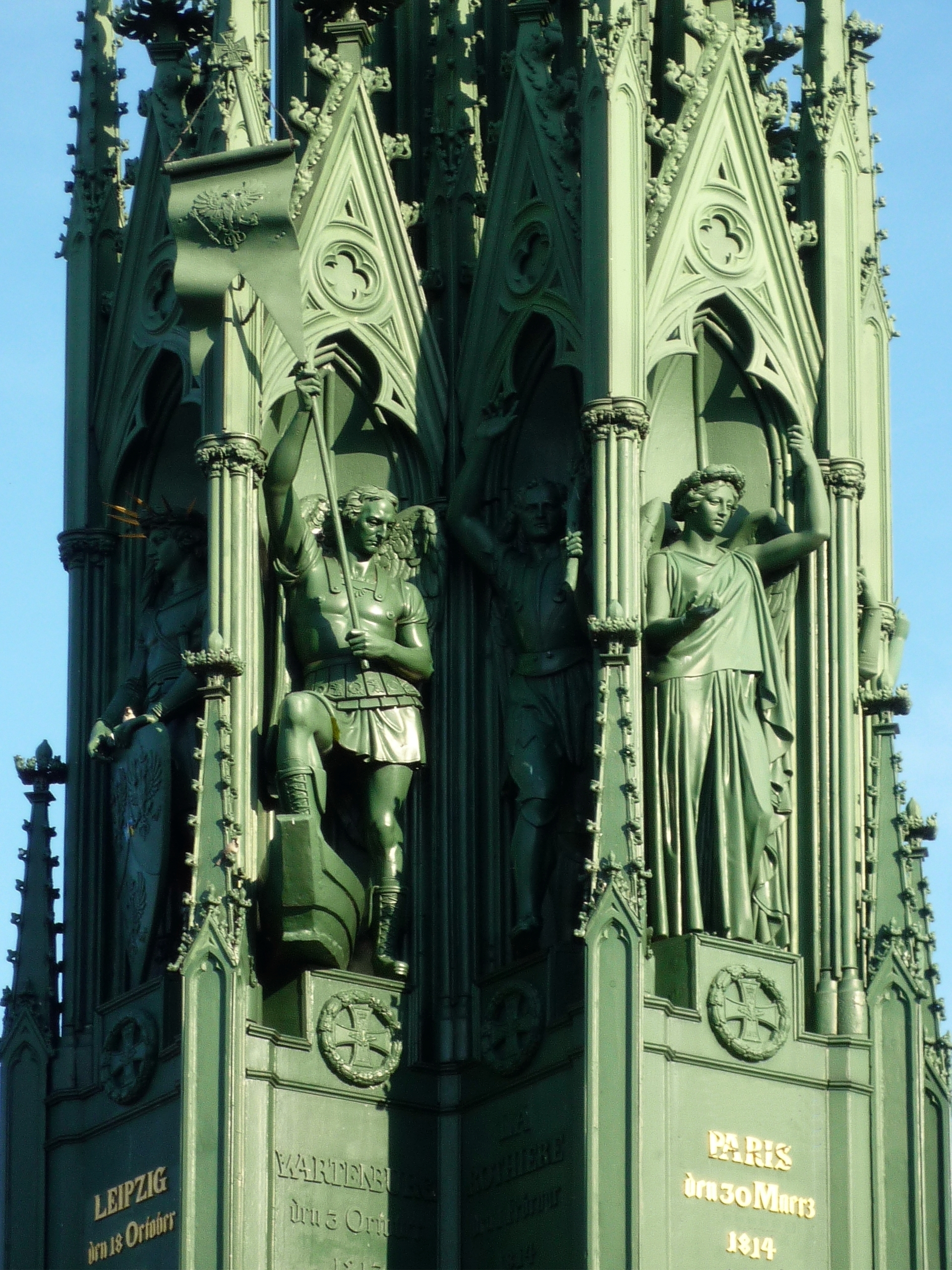
Detail des Nationaldenkmals

Auf der höchsten Stelle der Erhebung legte König Friedrich Wilhelm III. am 19. September 1818 den Grundstein des deutschen Nationaldenkmals für die Siege in den Befreiungskriegen. Auch der russische Zar Alexander I. wohnte der Zeremonie bei. Die Einweihung des Denkmals erfolgte am 30. März 1821, dem Jahrestag der Erstürmung des Montmartre. Bei gleicher Gelegenheit erhielt der Hügel seinen heutigen Namen ‚Kreuzberg‘.
Das Denkmal ist aus Gusseisen und wurde durch die Königlich Preußische Eisengießerei (KPEG) nach Plänen von Karl Friedrich Schinkel geschaffen. Die pyramidenförmig aufgebaute gotische Spitzsäule wird von einem eisernen Kreuz gekrönt, von dem sich nach manchen Darstellungen der Name ‚Kreuzberg‘ ableitet. Nach anderen Quellen geht die Bezeichnung auf den kreuzförmigen Grundriss des Denkmals zurück. An jeder der zwölf Außenseiten dieses Grundrisses steht in einer Nische eine Statue, die die darunter mit Ort und Tag bezeichnete Schlacht der Befreiungskriege symbolisiert. Die vier am prominentesten nach außen hervortretenden sind Groß-Görschen 2. Mai 1813, Leipzig 18. Oktober 1813, Paris 30. März 1814 und Belle-Alliance 18. Juni 1815 (Schlacht bei Waterloo). Die Widmungsinschrift unter der Tafel „Groß-Görschen“ verfasste im Auftrag des Königs der Altphilologe August Boeckh:

„Der König dem Volke, das auf seinen Ruf hochherzig Gut und Blut dem Vaterlande darbrachte. Den Gefallenen zum Gedächtniß, den Lebenden zur Anerkennung, den künftigen Geschlechtern zur Nacheiferung.“

Die zweite Hälfte dieses Textes („Den Gefallenen […]“) wurde vielfach bei Kriegerdenkmälern des 19. und 20. Jahrhunderts, teilweise geringfügig verändert, übernommen.
Unter Kaiser Wilhelm I. wurde das knapp 20 m hohe und 200 Tonnen schwere Denkmal 1878/1879 hydraulisch auf ein acht Meter hohes Podest gehievt, weil die zunehmende Bebauung der Tempelhofer Vorstadt den ungestörten Blick auf das Denkmal verhinderte. Bei dieser Gelegenheit wurde das Denkmal um 21° gedreht, sodass es nun genau in einer Achse mit der auf das Denkmal zuführenden Großbeerenstraße stand. Die Hebung erfolgte mit zwölf hydraulischen Pressen, jede mit einem Wasserdruck von 30 Atmosphären und einer Hebekraft von 16 Tonnen. Interessant ist in diesem Zusammenhang das sogenannte „Kreuzbergerkenntnis“, ein bahnbrechendes Urteil des Preußischen Oberverwaltungsgerichts.

### Seit dem 19. Jahrhundert
Ab 1888 wurde zu Füßen des Denkmals der Viktoriapark mit einem 24 m hohen künstlichen Wasserfall angelegt, der dem Zackelfall im Riesengebirge nachgebildet ist.
Bis 1861 gehörte der Kreuzberg verwaltungstechnisch zum Tempelhofer Unterland (Tempelhofer Vorstadt), obwohl er aus geologischer Sicht auf dem Oberland lag. Nach der Gründung Groß-Berlins im Jahr 1920 gab er dem damals neugebildeten Bezirk Hallesches Tor, dem die Tempelhofer Vorstadt zugeschlagen wurde, ab 1921 den Namen Bezirk Kreuzberg. Die umliegenden Straßen sind im Rahmen des Generalszuges fast alle nach Schlachten und Generälen der Befreiungskriege benannt. Ausnahmen sind die Kreuzbergstraße selbst und der Mehringdamm, der aber bis 1947 Belle-Alliance-Straße hieß.
Seit Ende der 1960er Jahre wird an die Weinbautradition am Nordhang des Kreuzbergs wieder angeknüpft. Der herbe Wein, genannt Kreuz-Neroberger, wird vom Bezirksamt allerdings nur an ausgewählte Gäste verschenkt und ist käuflich nicht zu erwerben. Vom Humoristen Adolf Glaßbrenner ist zu dem dort angebauten Wein überliefert, dass er ihn „Fahnenwein“ nannte: „Wenn man een eenzjes Achtel über die Fahne kippt, zieht sich det janze Regiment zusammen.“